# Union Star
Union Star – miasto w Stanach Zjednoczonych, w stanie Missouri, w hrabstwie DeKalb, nad rzeką Platte.